# Родна кућа мајора Гавриловића
Родна кућа мајора Гавриловића се налази у Чачку, у улици цара Лазара број 6 и представља непокретно културно добро је као споменик културе.
Кућу је изградио старешина абаџаијског заната Петар Гавриловић између 1863. и 1869. године. У кући се 1882. године родио његов син Драгутин Гавриловић (1882—1945), који је постао познат пешадијски мајор истакавши се у војничком командовању и беседништву за време одбране Београда, 1915. године.
Кућа је једноставан приземан објекат правоугаоне основе са четвороводним кровом. Изражена симетричност куће даје јој складност и рационалну лепоту, а стилски би се могла одредити као пример елементарног класицизма. Сокл средње висине је изграђен од правилних камених квадера. Улична фасада је подељена једним пиластром на две једнаке половине, са по два прозора на сваком делу. Кровни венац је масиван, без профилације. На кући се налази спомен-плоча са ликом мајора Гавриловића.